# Gabinete Alves Branco
O Gabinete Alves Branco foi o ministério formado pelo Partido Liberal em 22 de maio de 1847 e dissolvido em 8 de março de 1848. Foi chefiado por Manuel Alves Branco,  1º Presidente do Conselho de Ministros do Império do Brasil, após o estabelecimento do Decreto n.º 523 de 1847. Foi sucedido pelo Gabinete Macaé.

## Contexto
Segundo Sérgio Buarque de Holanda (2004):
[...] a conciliação como programa de Governo aparece no Gabinete de 2 de fevereiro de 1844, embora se pudesse falar que ela já se anunciava no segundo Gabinete do Segundo Reinado - o de 23 de março de 1841, no qual se encontram juntos Ministros que se distinguiram na luta pela Maioridade e elementos expressivos do Partido Conservador. No intuito de conciliar, condenava-se o exclusivismo partidário, apelava-se para os moderados entre liberais e conservadores, a fim de evitar a anarquia de um e o absolutismo de outro. Obtinham-se conciliações parciais, como a que é tentada no Rio Grande do Sul, com o esgotamento de energias da longa luta dos farrapos, ou na Bahia. O Ministério de 5 de maio de 1846 foi visto como a “pequena conciliação”, em período de domínio liberal. O Gabinete seguinte, de 22 de maio de 1847, apresenta-se como conciliador [...]

## Composição
O gabinete foi composto da seguinte forma:
- Presidente do Conselho de Ministros: Manuel Alves Branco.
- Ministro dos Negócios do Império: Manuel Alves Branco, interino; substituído a 20 de julho de 1847 por Francisco de Paula Sousa e Melo, que serviu até 28 de agosto do mesmo ano, voltando a ocupar novamente a pasta, interinamente, Manuel Alves Branco, até 20 de outubro, em que foi novamente substituído, interinamente, por Nicolau Pereira de Campos Vergueiro, a quem por sua vez Manuel Alves Branco substituiu em 18 de novembro do mesmo ano de 1847.
- Ministro da Justiça: Nicolau Pereira de Campos Vergueiro, substituído interinamente em 1 de janeiro de 1848 por Saturnino de Sousa e Oliveira Coutinho, que em 29 do mesmo mês e ano foi por sua vez substituído interinamente por José Antônio Pimenta Bueno.
- Ministro dos Estrangeiros: Saturnino de Sousa e Oliveira Coutinho, substituído em 29 de janeiro de 1848 por José Antônio Pimenta Bueno.
- Ministro da Fazenda: Manuel Alves Branco.
- Ministro da Marinha: Cândido Batista de Oliveira.
- Ministro da Guerra: Antônio Manuel de Melo.

## Programa de governo
Segundo o Presidente do Conselho de Ministros (1847):
A política do Gabinete é (...) a política da conciliação, a qual nós nunca rejeitamos: pelo contrário, fomos nós os primeiros que a iniciamos por fatos e não por palavras; é a política da conciliação, mas não dessa conciliação dos pactos e das transações; é a política da conciliação dos princípios, da conciliação que se firma por atos legislativos e administrativos; é a política das garantias dos direitos de todos os cidadãos brasileiros; é a política da distribuição da Justiça a todos com muita igualdade; mas não é a política da concessão de favores a adversários, que lhes facilitem os meios de triunfo.
O gabinete apresentou o seguinte programa de governo:
- Reformar a lei que altera o código de processo.
- Reformar o sistema eleitoral.
- Reformar o Conselho de Estado.

## Legislação aprovada
O gabinete aprovou a seguinte legislação:
- Decreto nº 520 de 11 de junho de 1847: Manda executar o novo regulamento do corpo consular do Império.
- Decreto nº 523 de 20 de julho de 1847: Cria o cargo de Presidente do Conselho de Ministros.
- Decreto nº 529 de 23 de agosto de 1847: Aprova o novo plano de organização dos corpos do Exército do Brasil em circunstâncias extraordinárias, na conformidade da Lei nº 397 de 25 de junho de 1847.
- Decreto nº 463 de 2 de setembro de 1847: Manda executar a resolução da Assembleia Geral sobre o reconhecimento dos filhos naturais.
- Decreto nº 490 de 27 de setembro de 1847: Manda executar a resolução legislativa que autoriza o governo a mandar levantar a planta de um palácio para decente habitação do Imperador e Sua Imperial Família e outra para um novo paço do Senado, bem como para fazer continuar e acabar as obras da nova construção do Palácio Imperial da Quinta da Boa Vista.
- Decreto nº 491 de 28 de setembro de 1847: Manda executar a resolução da Assembléia Geral que autoriza o governo a emprestar a Joaquim Diogo Hartley a quantia de 100:000$ para auxiliar a sua fábrica industrial de tecidos de algodão.